# Marcus Tavernier
Marcus Tavernier (Leeds, Inglaterra, Reino Unido, 22 de marzo de 1999) es un futbolista británico. Juega de centrocampista y su equipo es el AFC Bournemouth de la Premier League.

## Trayectoria

### Middlesbrough
Entró a las inferiores del Middlesbrough F. C. en 2013, proveniente del Newcastle United F. C. Debutó con el primer equipo el 22 de agosto de 2017 ante el Scunthorpe United F. C. en la Copa de la Liga.
El 17 de enero de 2018 fue enviado a préstamo al Milton Keynes Dons F. C. para que compitiera en la League One.

### AFC Bournemouth
El 1 de agosto de 2022 fue transferido al AFC Bournemouth, firmando un contrato por cinco años. Debutó en la Premier League el 6 de agosto en la victoria por 2-0 sobre el Aston Villa F. C.

## Selección nacional
Fue internacional en categorías inferiores con Inglaterra. Disputó el Campeonato Europeo de la UEFA Sub-19 2018 y el Torneo Esperanzas de Toulon de 2019.

## Estadísticas
Actualizado al último partido disputado el 25 de mayo de 2025.
| Club                                | Div.          | Temporada     | Liga  | Liga  | Copas nacionales | Copas nacionales | Total | Total |
| Club                                | Div.          | Temporada     | Part. | Goles | Part.            | Goles            | Part. | Goles |
| ----------------------------------- | ------------- | ------------- | ----- | ----- | ---------------- | ---------------- | ----- | ----- |
| Middlesbrough F. C. Inglaterra      | 2.ª           | 2017-18       | 5     | 1     | 3                | 1                | 8     | 2     |
| Milton Keynes Dons F. C. Inglaterra | 3.ª           | 2017-18       | 7     | 0     | 1                | 0                | 8     | 0     |
| Milton Keynes Dons F. C. Inglaterra | Total club    | Total club    | 7     | 0     | 1                | 0                | 8     | 0     |
| Middlesbrough F. C. Inglaterra      | 2.ª           | 2018-19       | 20    | 3     | 7                | 1                | 27    | 4     |
| Middlesbrough F. C. Inglaterra      | 2.ª           | 2019-20       | 37    | 3     | 3                | 0                | 40    | 3     |
| Middlesbrough F. C. Inglaterra      | 2.ª           | 2020-21       | 29    | 3     | 3                | 1                | 32    | 4     |
| Middlesbrough F. C. Inglaterra      | 2.ª           | 2021-22       | 44    | 5     | 4                | 0                | 48    | 5     |
| Middlesbrough F. C. Inglaterra      | Total club    | Total club    | 135   | 15    | 20               | 3                | 155   | 18    |
| AFC Bournemouth Inglaterra          | 1.ª           | 2022-23       | 23    | 5     | 0                | 0                | 23    | 5     |
| AFC Bournemouth Inglaterra          | 1.ª           | 2023-24       | 30    | 3     | 5                | 1                | 35    | 4     |
| AFC Bournemouth Inglaterra          | 1.ª           | 2024-25       | 29    | 3     | 3                | 0                | 32    | 3     |
| AFC Bournemouth Inglaterra          | Total club    | Total club    | 82    | 11    | 8                | 1                | 90    | 12    |
| Total carrera                       | Total carrera | Total carrera | 224   | 26    | 29               | 4                | 253   | 30    |
| 1.                                  |               |               |       |       |                  |                  |       |       |

## Vida personal
Su hermano mayor James también es futbolista profesional.